# Aa, Estland
Aa är en by i Lüganuse kommun i landskapet Ida-Virumaa i den nordöstra Estland. Byn ligger vid kanten av Baltiska klinten vid Finska vikens södra strand, cirka 140 kilometer öster om huvudstaden Tallinn, på en höjd av 54 meter över havet och antalet invånare är 190.

## Bildgalleri

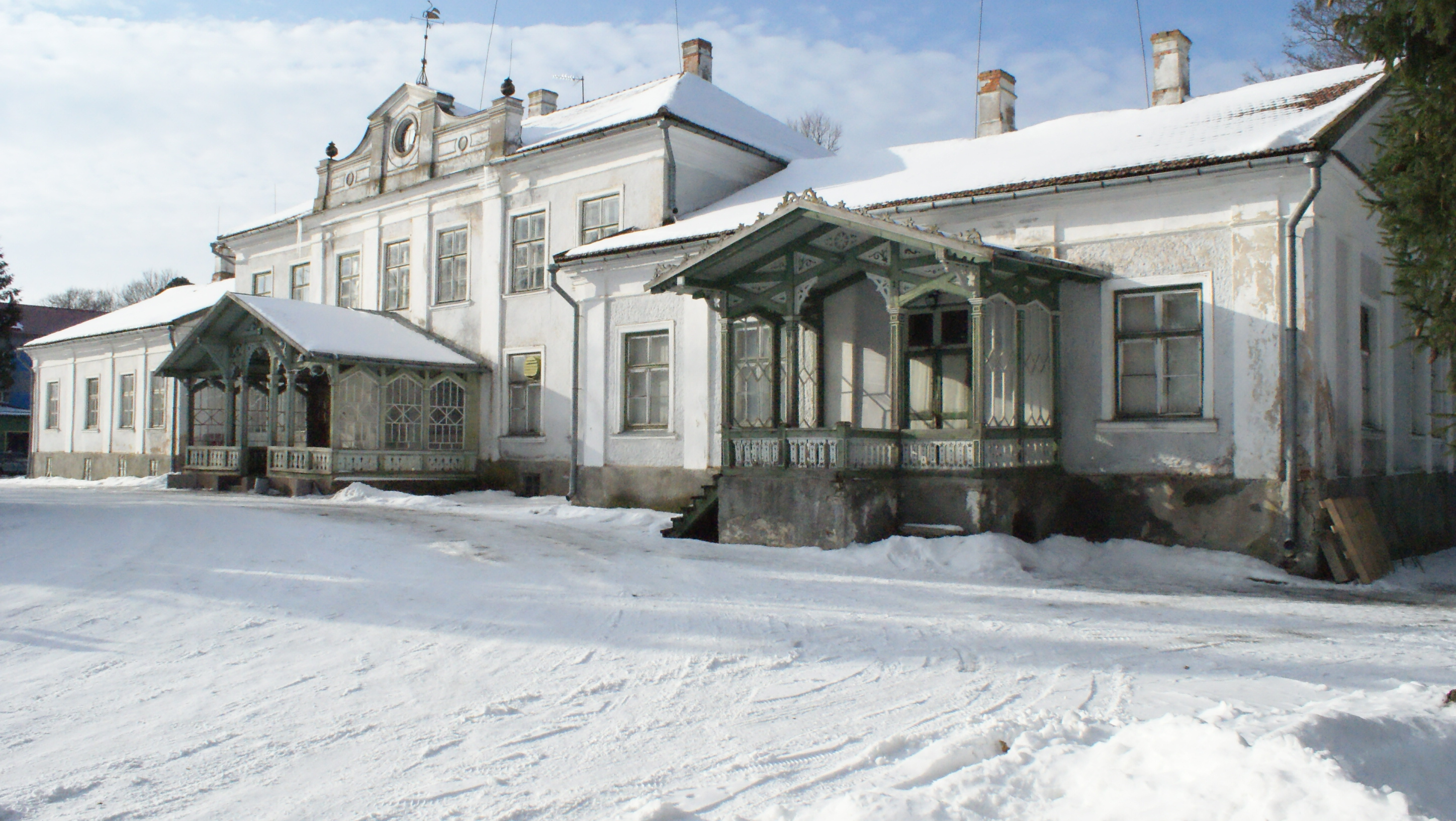
Aa herrgård, numera äldreboende.
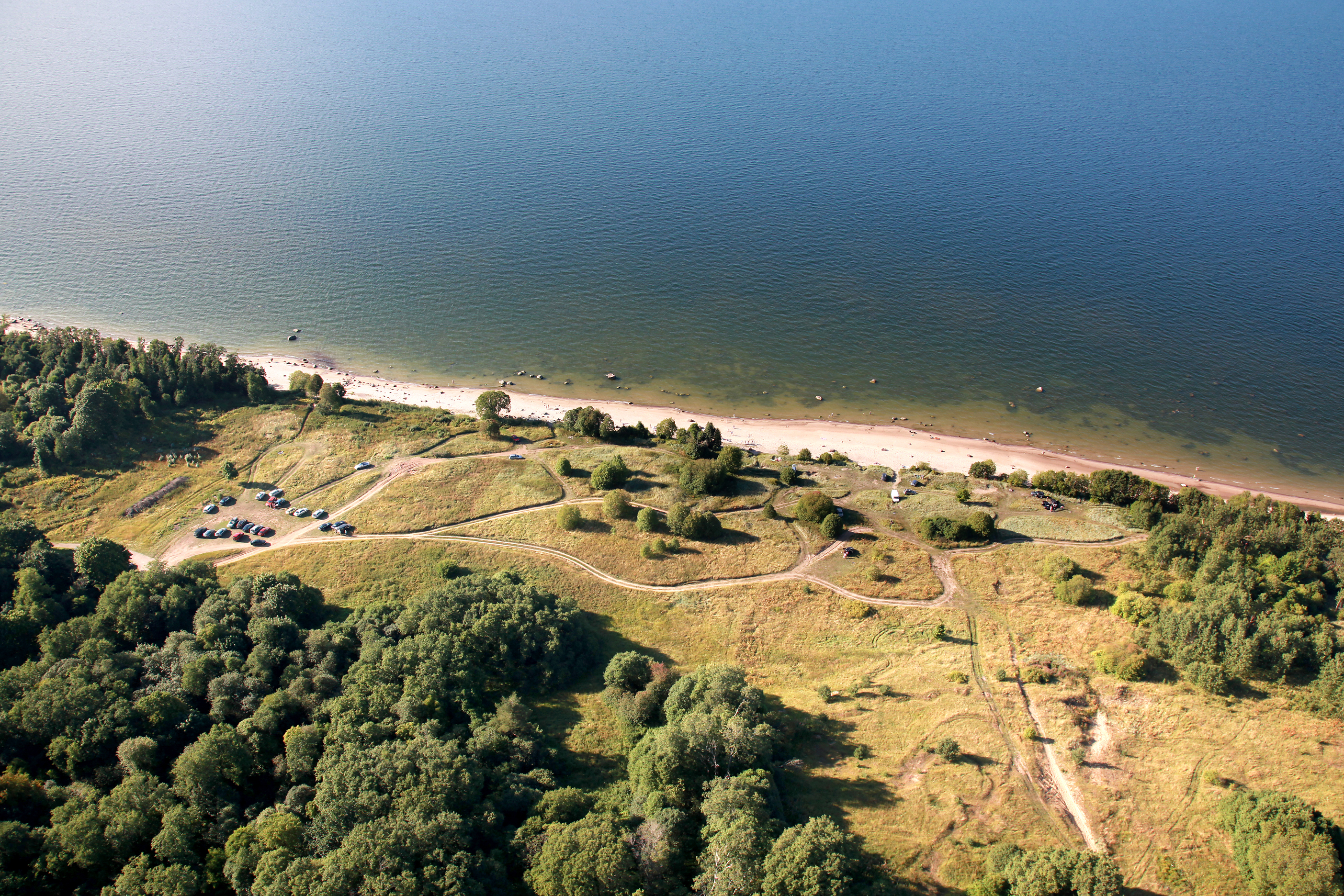
Stranden vid Aa.
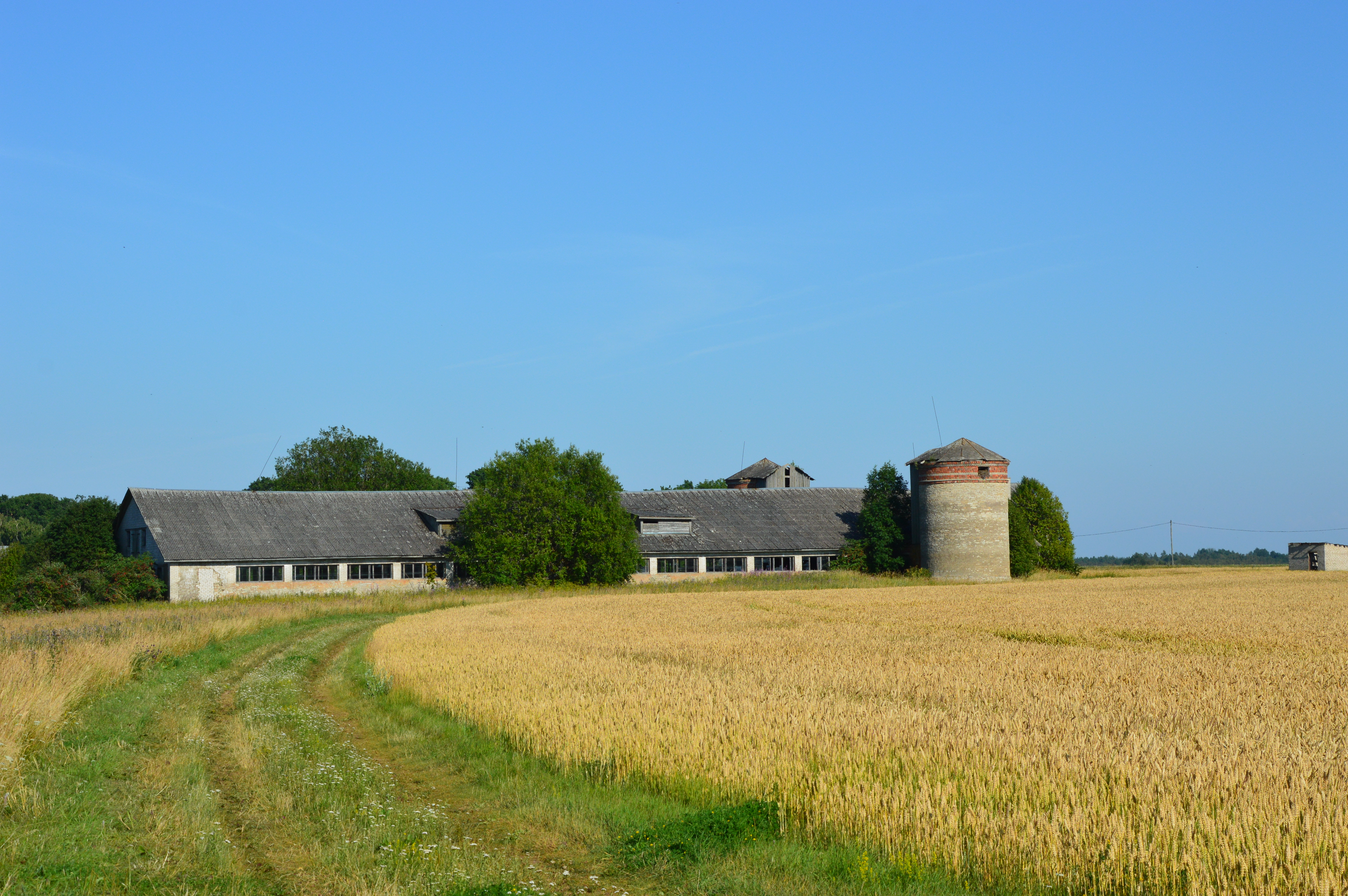
Ladugård i Aa.
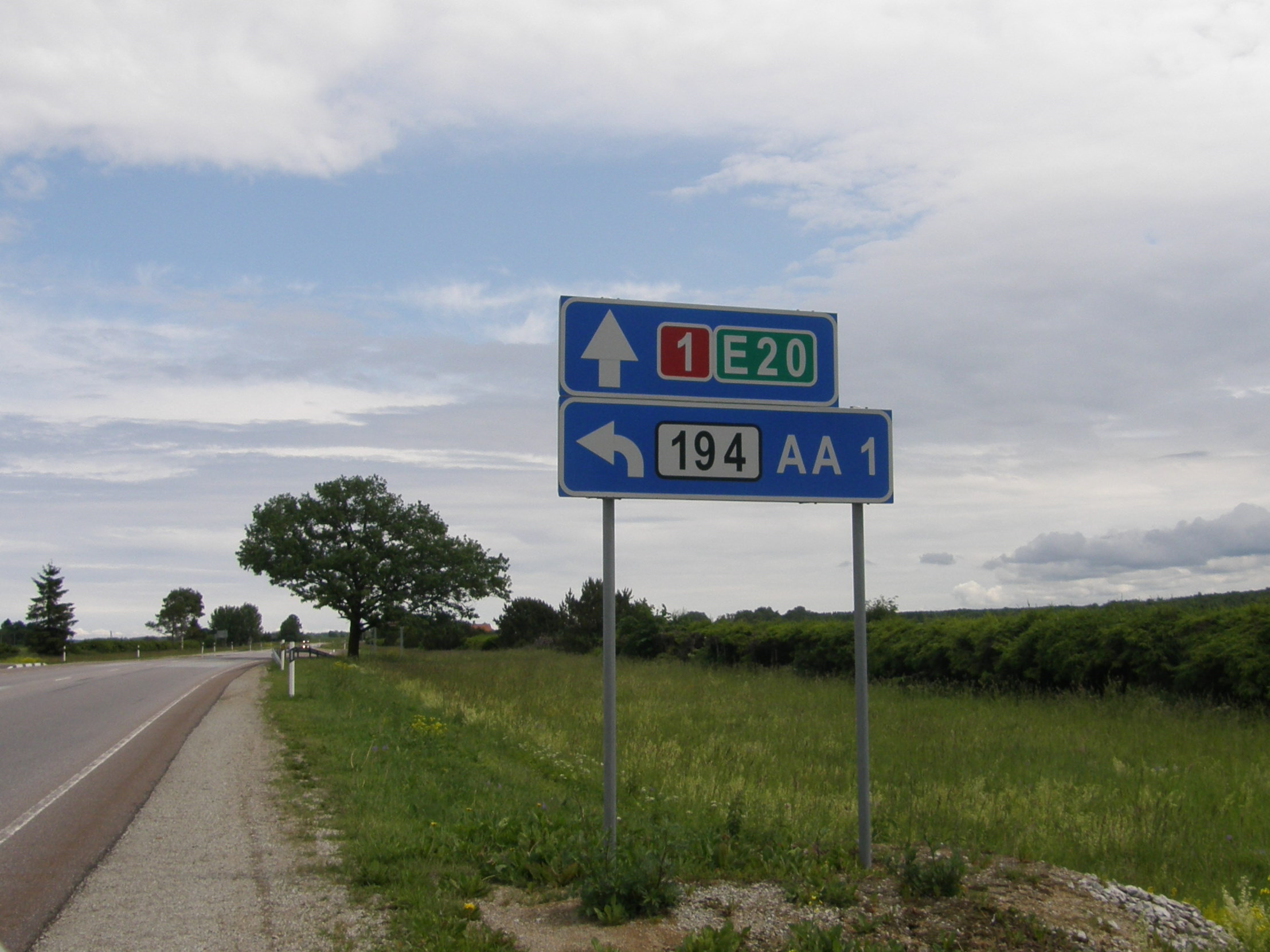
Skylt vid riksväg 1.